# Попова, Калерия Андреевна
Кале́рия Андре́евна Попо́ва (урождённая Ште́рнова; 1879, Ямская Слобода, Арзамасский уезд — после 1922) — первая и единственная начальница Ардатовской Никольской женской гимназии.

## Биография
Родилась в семье священника в селе Ямская Слобода Арзамасского уезда Нижегородской области в 1879 году. Окончила все 7 классов Мариинской женской гимназии в Нижнем Новгороде, после чего там же окончила дополнительный 8-й класс, что давало право работать по специальности «Домашний воспитатель». В 1899 году поступила учительницей в Выксенское женское училище. С 1902 года — руководительница Ардатовского двухклассного женского училища. После преобразования училища в женскую прогимназию, а затем — в гимназию сохранила свою должность. Занималась формированием преподавательского коллектива и решением хозяйственных вопросов управлявшегося ей учебного заведения, для чего часто ездила в Нижний Новгород и в Москву. Была известна своей требовательностью и жёсткостью по отношению к ученицам. Занимала также должности председателя педагогического совета гимназии, председателя её попечительского совете, а с 1918 года — председателя родительского комитета. Помимо этих обязанностей, преподавала в гимназии географию. В 1922 году происходило объединение женской и мужской гимназий и высшего начального училища Ардатова в опытно-показательную школу II ступени имени Некрасова. В процессе объединения происходило голосование учеников, которые должны были утвердить назначение учителей. В результате этого голосования большинство учеников проголосовало против требовательной Поповой, поэтому она не вошла в состав нового учительского коллектива. После провала на выборах Калерия Андреевна получила от уездного отдела народного образования назначение в Хрипуновскую школу I ступени, но вместо этого отправилась в город Лукоянов. Её дальнейшая судьба неизвестна.

## Семья
До 1922 года была замужем за Владимиром Александровичем Поповым — председателем Ардатовского уездного отдела народного образования.